# James Holborne
 Sir James Holborne de Menstrie est une personnalité militaire écossaise lié à la guerre des trois royaumes, à la première guerre civile anglaise et à la guerre civile écossaise.
Il prit le parti des Têtes-Rondes et d'Olivier Cromwell avant de devenir officier de l'armée écossaise.
En 1644, il commande l'armée qui vient en renfort lors du premier siège Taunton en 1644.
En 1650, il participe à la bataille de Dunbar contre Olivier Cromwell et les Têtes-Rondes, bataille qu'il perd.